# Алёшин, Юрий Фёдорович
Ю́́рий Фёдорович Алёшин (укр. Юрій Федорович Альошин; 15 января 1920 — 20 ноября 1998) — передовик советского сельского хозяйства, председатель колхоза им. В. И. Ленина Новопсковского района Луганской области, Герой Социалистического Труда (1968).

## Биография
Родился 15 января 1920 года в городе Лисичанске Донецкой губернии Украинской ССР (ныне Луганской области Украины).
В 1941 году, в начале Великой Отечественной войны, ушёл на фронт, окончил войну в звании майора Советской Армии.
После войны демобилизовался из рядов Советской Армии. С 1948 года работал начальником автогаража Лисичанского химкомбината, с 1952 года — прокурором Новосветловского района, в 1955—1980 годах — председателем колхоза имени В. И. Ленина в Новопсковском районе Луганской области.
Указом Президиума Верховного Совета СССР от 23 июля 1968 года за успехи, достигнутые в увеличении производства и заготовок пшеницы, ржи, гречки, проса, риса, кукурузы и других зерновых и кормовых культур, Юрию Фёдоровичу Алёшину было присвоено звание Героя Социалистического Труда с вручением ордена Ленина и медали «Серп и Молот».
В 1988 году переехал в Мариуполь, где основал комитет союза ветеранов войны Октябрьского района этого города, став его первым главой.
Умер 20 ноября 1998 года на 79-м году жизни в селе Новобелая Новопсковского района Луганской области.

## Награды
- Герой Социалистического Труда (1968)
- орден Ленина (1968)
- орден «Знак Почёта»